# Prvenstvo Hrvatske u hokeju na travi 2019./20.
Prvenstvo Hrvatske u hokeju na travi za sezonu 2019./20. je drugi put zaredom osvojila momčad Zeline iz Svetog Ivana Zeline. 
 
Zbog pandemije COVID-19 u svijetu i Hrvatskoj, prvenstvo je dovršeno u srpnju 2020. 

## Prva liga

### Sudionici
- Concordia 1906 - Zagreb
- Jedinstvo - Zagreb
- Marathon - Zagreb
- Mladost - Zagreb
- Mladost II - Zagreb
- Trešnjevka - Zagreb
- Zelina - Sveti Ivan Zelina
- Zrinjevac - Zagreb

### Ljestvica
| mj | klub           | ut | pob | neod | por | gol+ | gol- | bod | bod- |             |
| -- | -------------- | -- | --- | ---- | --- | ---- | ---- | --- | ---- | ----------- |
| 1. | Zelina         | 14 | 12  | 1    | 1   | 88   | 33   | 37  |      | doigravanje |
| 2. | Trešnjevka     | 14 | 11  | 0    | 3   | 61   | 26   | 33  |      | doigravanje |
| 3. | Mladost        | 14 | 9   | 1    | 4   | 61   | 31   | 28  |      | doigravanje |
| 4. | Concordia 1906 | 14 | 9   | 1    | 4   | 51   | 40   | 28  |      | doigravanje |
| 5. | Marathon       | 14 | 6   | 0    | 8   | 31   | 41   | 17  | -1   |             |
| 6. | Zrinjevac      | 14 | 3   | 1    | 10  | 39   | 77   | 10  |      |             |
| 7. | Mladost II     | 14 | 2   | 0    | 12  | 24   | 70   | 6   |      |             |
| 8. | Jedinstvo      | 14 | 2   | 0    | 12  | 21   | 58   | 6   |      |             |

### Rezultatska križaljka
| kratica | klub           | CON | JED | MAR | MLA1 | MLA2 | TRE | ZEL | ZRI |
| --- | -------------- | --- | --- | --- | ---- | ---- | --- | --- | --- |
| CON | Concordia 1906 |     |     |     |      |      |     |     |     |
| JED | Jedinstvo      |     |     |     |      |      |     |     |     |
| MAR | Marathon       |     |     |     |      |      |     |     |     |
| MLA1 | Mladost        |     |     |     |      |      |     |     |     |
| MLA2 | Mladost II     |     |     |     |      |      |     |     |     |
| TRE | Trešnjevka     |     |     |     |      |      |     |     |     |
| ZEL | Zelina         |     |     |     |      |      |     |     |     |
| ZRI | Zrinjevac      |     |     |     |      |      |     |     |     |
| |                |     |     |     |      |      |     |     |     |
| podebljan rezultat - utakmice od 1. do 7. kola (1. utakmica između klubova) rezultat normalne debljine - utakmice od 8. do 14. kola (2. utakmica između klubova) rezultat nakošen - nije vidljiv redoslijed odigravanja međusobnih utakmica iz dostupnih izvora |                |     |     |     |      |      |     |     |     |

 Izvori: 

### Doigravanje
Utakmice poluzavršnice igrane 11. srpnja, a za plasman 12. srpnja 2020. godine. 
| klub1          | rezultati     | klub2          | napomene                |
| poluzavršnica  | poluzavršnica | poluzavršnica  | poluzavršnica           |
| -------------- | ------------- | -------------- | ----------------------- |
| Zelina         | 5:3           | Concordia 1906 |                         |
| Trešnjeka      | 3:2           | Mladost        |                         |
|                |               |                |                         |
| za 3. mjesto   |               |                |                         |
| Concordia 1906 | 1:4           | Mladost        |                         |
|                |               |                |                         |
| za prvaka      |               |                |                         |
| Zelina         | 3:0           | Trešnjevka     | "Zelina" prvak Hrvatske |

### Konačni poredak
| mj | klub           |
| -- | -------------- |
| 1. | Zelina         |
| 2. | Trešnjevka     |
| 3. | Mladost        |
| 4. | Concordia 1906 |
| 5. | Marathon       |
| 6. | Zrinjevac      |
| 7. | Mladost II     |
| 8. | Jedinstvo      |

## Vanjske poveznice
- Hrvatski hokejski savez
- hhs-chf.hr, Prvenstvo Hrvatske za seniore i seniorke